# Skriftbrudorkidé
Skriftbrudorkidé (Phalaenopsis hieroglyphica) är en orkidéart som först beskrevs av Heinrich Gustav Reichenbach, och fick sitt nu gällande namn av Herman Royden Sweet. Skriftbrudorkidé ingår i släktet brudorkidéer (Phalaenopsis) och familjen orkidéer. Inga underarter finns listade i Catalogue of Life.

## Bildgalleri

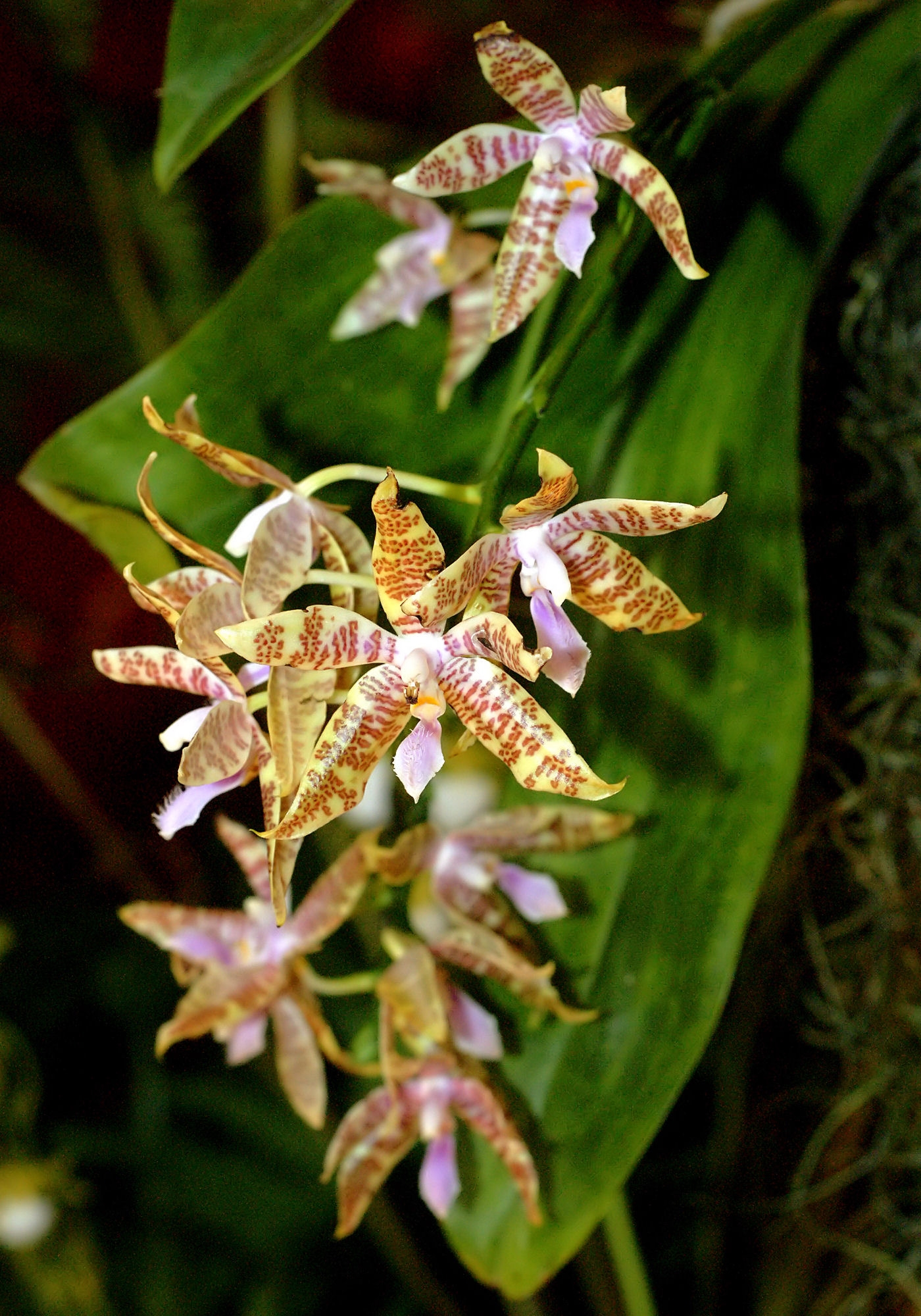
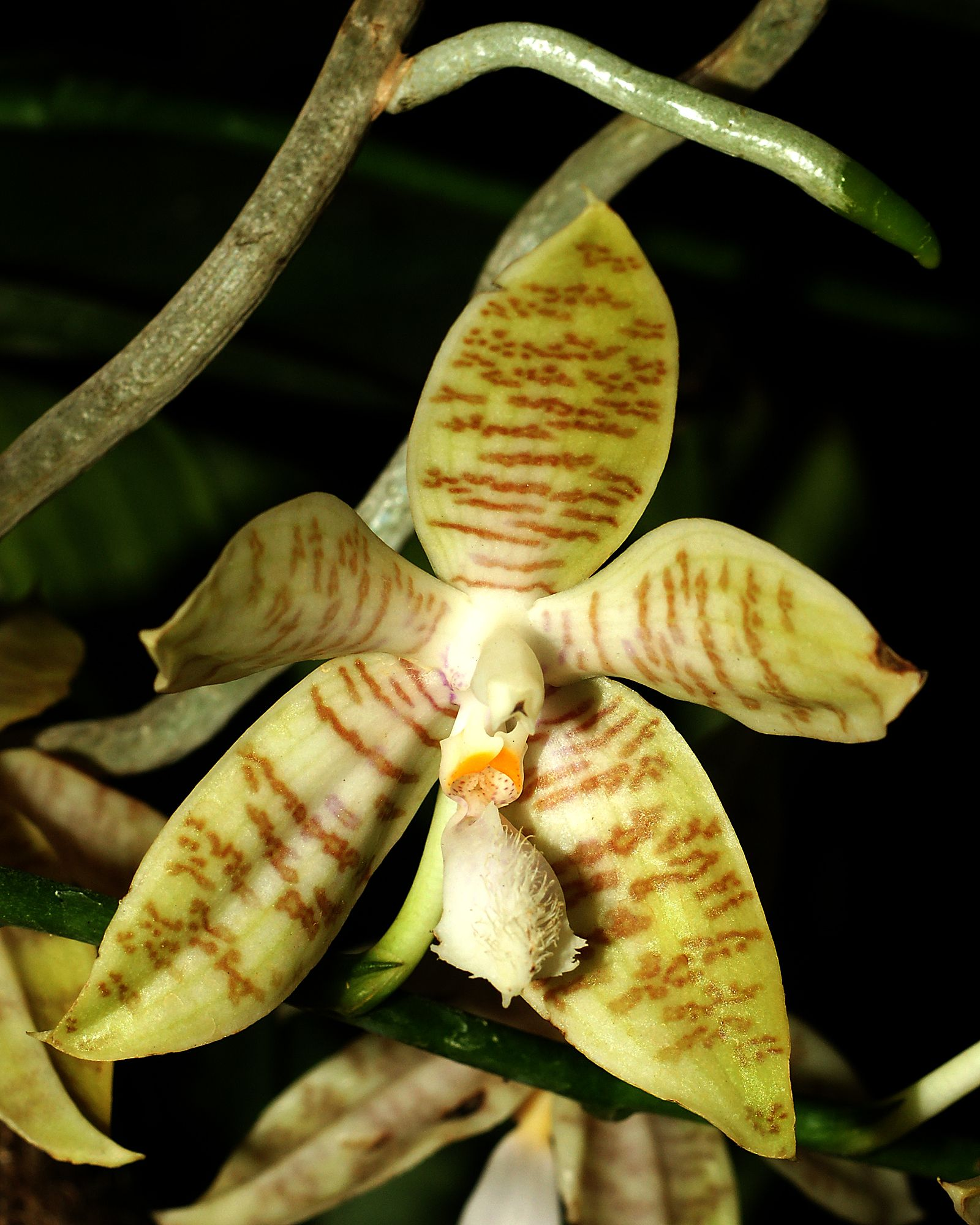
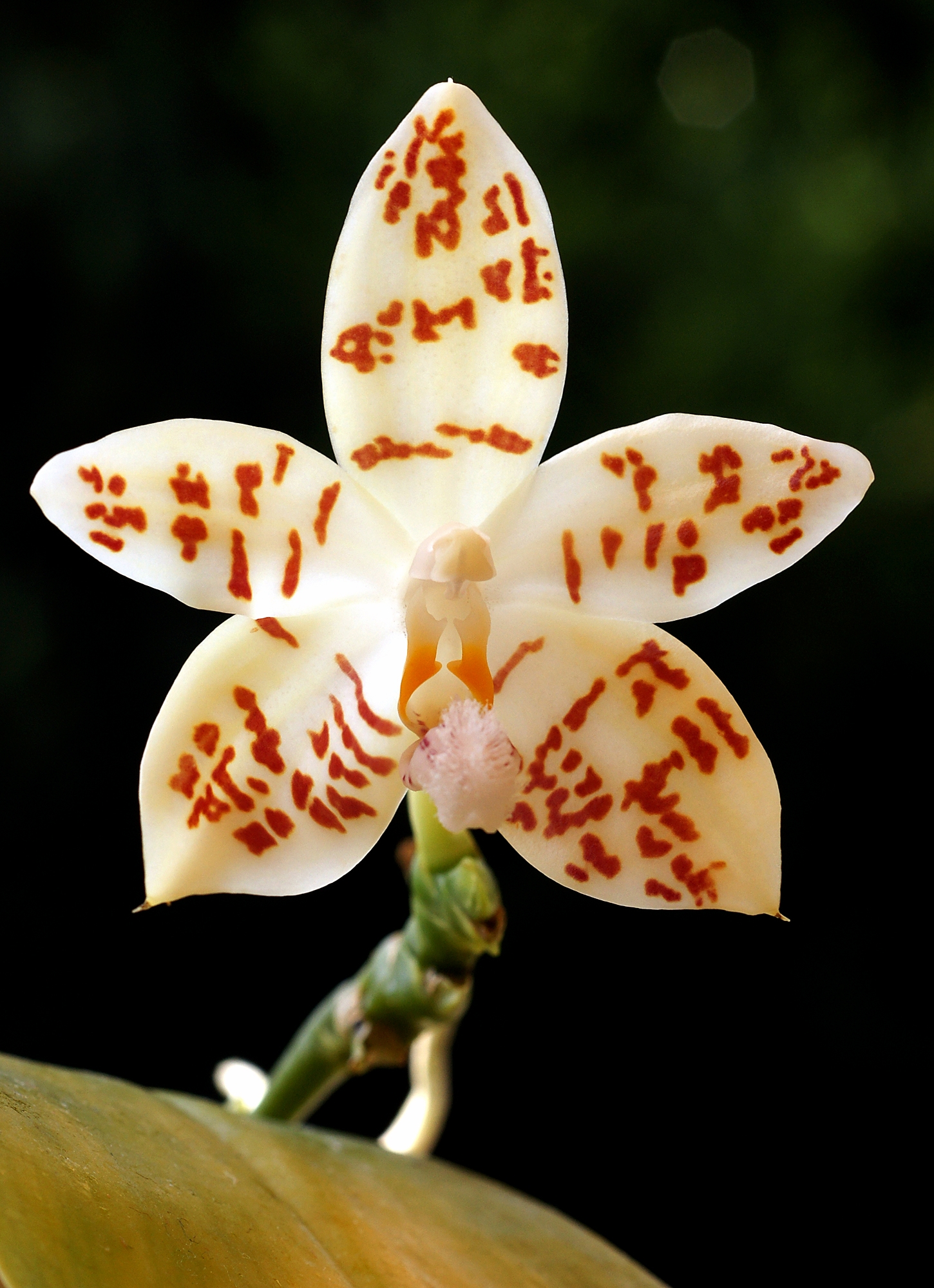
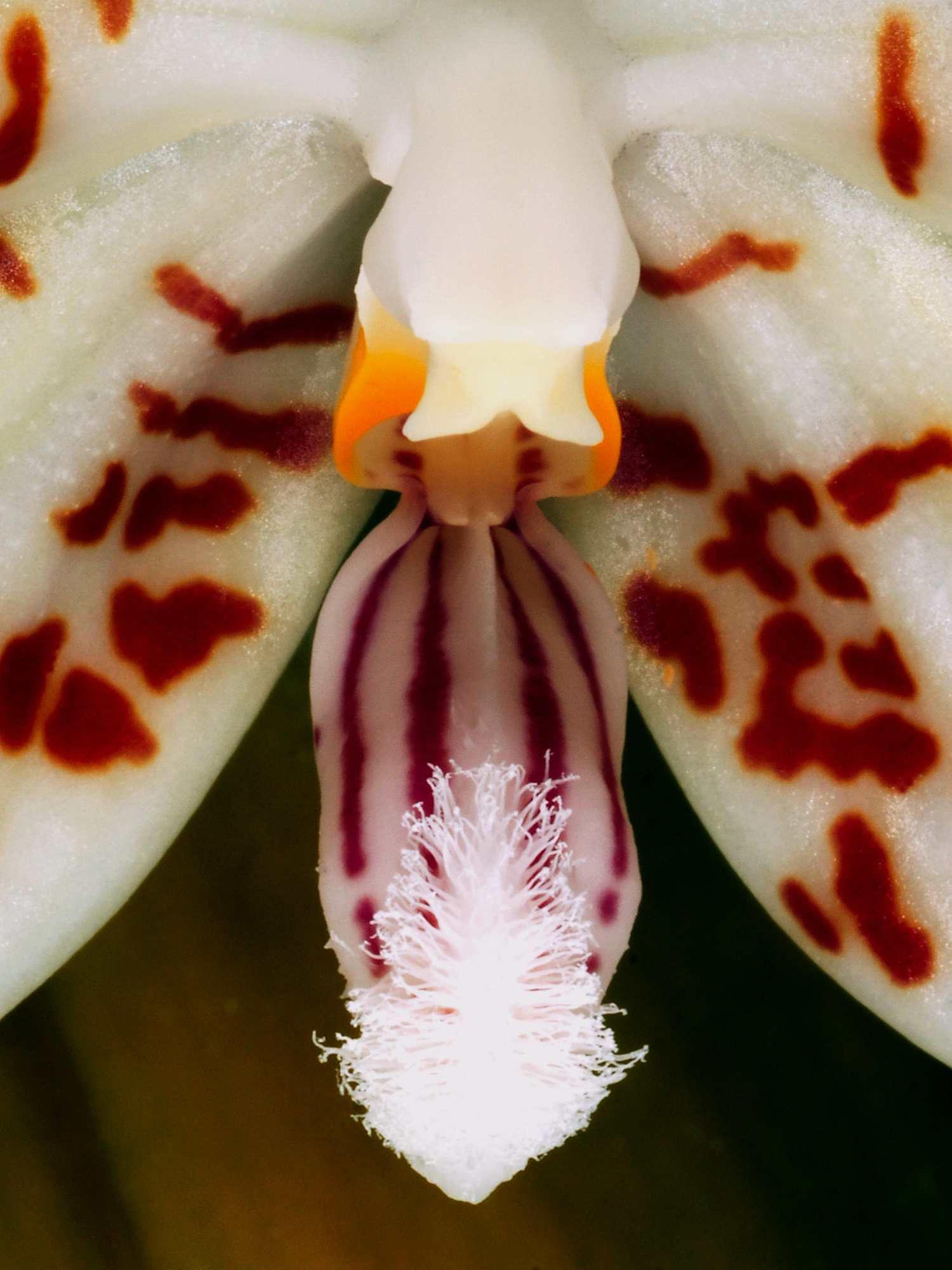
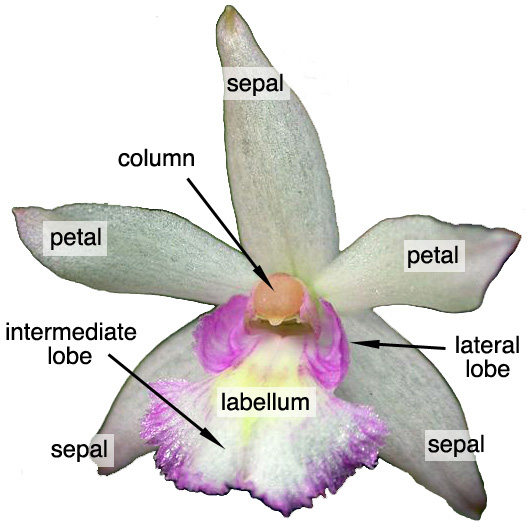